# Appel de Blois
L'Appel de Blois « Liberté pour l'Histoire » a été rédigé en 2008 au cours des Rendez-vous de l'histoire, événement se déroulant annuellement à Blois et consacré cette année-là aux Européens. Il engage les historiens à se rassembler pour lutter contre une moralisation rétrospective de l'histoire et une censure intellectuelle.

## Texte de l'appel
« L'Histoire ne doit pas être l'esclave de l'actualité ni s'écrire sous la dictée de mémoires concurrentes. Dans un État libre, il n'appartient à aucune autorité politique de définir la vérité historique et de restreindre la liberté de l'historien sous la menace de sanctions pénales.
« Aux historiens, nous demandons de rassembler leurs forces à l'intérieur de leur propre pays en y créant des structures similaires à la nôtre et, dans l'immédiat, de signer individuellement cet appel pour mettre un coup d'arrêt à la dérive des lois mémorielles.
« Aux responsables politiques, nous demandons de prendre conscience que, s'il leur appartient d'entretenir la mémoire collective, ils ne doivent pas instituer, par la loi et pour le passé, des vérités d'État dont l'application judiciaire peut entraîner des conséquences graves pour le métier d'historien et la liberté intellectuelle en général.
« En démocratie, la liberté pour l'Histoire est la liberté de tous. »

## Signataires
Au 9 janvier 2013, l'appel de Blois comptait 1 374 signataires issus de 49 pays différents, parmi lesquels figuraient : 
- Maurice Agulhon
- Jean-Pierre Azéma
- Élisabeth Badinter
- Élie Barnavi
- Jean-Jacques Becker
- Rony Brauman
- Françoise Cachin
- Hélène Carrère d'Encausse
- André Chandernagor
- Françoise Chandernagor
- Alain Decaux
- Jean Delumeau
- Étienne François
- Marc Fumaroli
- Timothy Garton Ash
- Carlo Ginzburg
- Eric Hobsbawm
- Jean-Noël Jeanneney
- Jacques Le Goff
- Karol Modzelewski
- Pierre Nora
- Mona Ozouf
- Jean Puissant
- Sergio Romano
- Jean Sagnes
- Heinrich August Winkler
- Michel Winock